# Noite do Mercado
A Noite do Mercado é uma festa popular tradicional celebrada, todos os anos, na noite de 23 de dezembro no Mercado dos Lavradores, no Funchal, na ilha da Madeira.
As primeiras referências a esta tradição remontam ao ano de 1890, no antigo Mercado de D. Pedro V. No entanto sabe-se que já era comum a aglomeração de pessoas na baixa antes desta data. Em 1940, com a inauguração do Mercado dos Lavradores, o evento transitou para o local atual.
A génese deste evento assenta na tradição das famílias se deslocarem na noite do dia 23 de Dezembro ao mercado para realizar as suas últimas compras de Natal. Resultando naturalmente no convívio espontâneo entre os populares. 
Nesta noite, as ruas circundantes ao Mercado dos Lavradores são fechadas aos trânsito automóvel e são montadas várias barracas de comes e bebes. Os bares e cafés dos arredores também se mantêm abertos toda a noite. Durante o dia e à noite há também bancas onde se vendem flores, fruta e legumes.
Desde 1981, que no interior do edifício do mercado tem por costume se realizar uma sessão de cânticos natalícios nas escadarias da praça do peixe.